# John Swartzwelder
John Swartzwelder (* 8. února 1949 Seattle) je americký komediální scenárista a spisovatel, známý především svou prací na animovaném seriálu Simpsonovi. Swartzwelder se narodil v Seattlu ve státě Washington a svou kariéru zahájil prací v reklamě. Později byl v polovině 80. let 20. století najat jako scenárista komediálního seriálu Saturday Night Live. Následně přispíval do krátce existujícího časopisu Army Man svého kolegy George Meyera, což ho přivedlo k tomu, že se v roce 1989 připojil k původnímu týmu scenáristů seriálu Simpsonovi.
Na Simpsonových pracoval jako scenárista a producent až do roku 2003 a později se podílel na Simpsonových ve filmu. Napsal největší počet epizod Simpsonových (59 celých dílů a na několika dalších se podílel). Po odchodu ze seriálu se začal věnovat psaní absurdních románů, které si vydává sám. Napsal více než 11 románů, z nichž poslední, The Spy With No Pants, vyšel v prosinci 2020.
Swartzwelder je mezi fanoušky komedií uctíván; jeho kolegové ho označují za jednoho z nejlepších komediálních scenáristů. Je známý svou uzavřeností a první rozhovor pro média poskytl až v roce 2021, 18 let po jeho poslední epizodě seriálu Simpsonovi.